# Batavia Schaaktoernooi
Het Batavia Schaaktoernooi (officieel: Batavia Amsterdam Chess Tournament) was tussen 2009 en 2020 een prestigieus schaaktoernooi, dat werd gesponsord door en gehouden in Café Batavia 1920 aan de Prins Hendrikkade in Amsterdam. In totaal werd het toernooi twaalf keer georganiseerd.

## Geschiedenis
Het idee voor het toernooi kwam van café-eigenaar Peter Tames, die een schaaktoernooi wilde organiseren in zijn café en schaakfotograaf Bas Beekhuizen. Bas betrok organisator van het Corus-toernooi Jeroen van den Berg erbij. Het lukte tijdens het eerste toernooi al om tien spelers te verzamelen met een Elo-rating tussen de 2214 en 2290.
Na de eerste editie kwam het toernooi elk jaar terug. Het Max Euwe Centrum werd vanaf 2010 co-sponsor.
Vanaf 2015 was Merijn van Delft betrokken bij de organisatie als toernooidirecteur. Het toernooi introduceerde dat jaar ook het snelschaaktoernooi, Batavia Blitz, dat tot 2018 werd gespeeld één dag voorafgaande het hoofdtoernooi.
Vanaf de 11e editie werd het format lichtelijk gewijzigd. Voorafgaande de partij speelden de schakers twee blitz-partijen en bij een gelijke stand een beslissingsronde. Daarna ving de klassieke partij aan. De uitslag van de blitz-rondes zou een rol spelen wanneer de klassieke partij in remise eindigde. In dat geval zou de winnaar 1 punt krijgen, en de verliezer een halve punt. Deze puntentelling zou echter niet gehanteerd worden in de officiële uitslag, omdat deze niet door de FIDE wordt erkend. Daarom werd gewerkt met twee verschillende ranglijsten.
Tijdens het Batavia Chess Tournament konden ook titelnormen behaald worden, iets wat in geschiedenis regelmatig gebeurde.
In 2020 werd de laatste editie georganiseerd en verdween het toernooi.

## Lijst van winnaars

### Hoofdtoernooi
| #  | Editie | Data                      | Winnaar(s)                           |
| 1  | 2009   | 11-20 februari 2009       | FM Robin van Kampen, GM Ilan Manor   |
| 2  | 2010   | 19-28 februari 2010       | FM Christov Kleijn                   |
| 3  | 2011   | 18-27 februari 2011       | GM Gerald Hertneck                   |
| 4  | 2012   | 24 februari-4 maart 2012  | FM Achim Illner                      |
| 5  | 2013   | 28 februari-10 maart 2013 | GM Alon Greenfeld, IM Twan Burg      |
| 6  | 2014   | 21 februari-3 maart 2014  | GM David Smerdon                     |
| 7  | 2015   | 20 februari-1 maart 2015  | GM Dimitri Reinderman                |
| 8  | 2016   | 19-28 februari 2016       | GM Lars Schandorff, GM Friso Nijboer |
| 9  | 2017   | 24 februari-5 maart 2017  | IM Bobby Cheng                       |
| 10 | 2018   | 23 februari-4 maart 2018  | GM Alexandr Fier                     |
| 11 | 2019   | 28 februari-10 maart 2019 | IM Arthur Pijpers                    |
| 12 | 2020   | 20 februari -1 maart 2020 | GM Dimitri Reinderman                |

### Batavia Blitz
| # | Editie | Data             | Winnaar            |
| 1 | 2015   | 19 februari 2015 | FM Hing Ting Lai   |
| 2 | 2016   | 18 februari 2016 | GM Sabino Brunello |
| 3 | 2017   | 23 februari 2017 | GM Alexandr Fier   |
| 4 | 2018   | 22 februari 2018 | GM Alexandr Fier   |